# Župnija Žabnica
Župnija Žabnica je rimskokatoliška teritorialna župnija dekanije Škofja Loka nadškofije Ljubljana.